# Mertieíta-I
La mertieíta-I es un mineral de la clase de los minerales sulfuros. Fue descubierto en 1973 en un río cerca de Goodnews Bay, en el estado de Alaska, (EE. UU.), siendo nombrada así en honor de John B. Mertie, geólogo estadounidense, mientras que se le añade un "I" para distinguirlo de la mertieíta-II -mineral muy distinto a este-.

## Características químicas
Químicamente es un complejo de antimoniuro y arseniuro de paladio. Es dimorfo del mineral isomertieíta (Pd11Sb4).
Aunque los cristales presentan sistema cristalino hexagonal, probablemente sea monoclínico pseudohexagonal.
Además de los elementos de su fórmula, es muy común que lleve como impureza el elemento cobre.

## Formación y yacimientos
Aparece en forma de pequeños granos de medio milímetro concentrado por la acción de ríos en placeres de metales preciosos, como por ejemplo de oro, aparentemente derivado de la erosión de una roca ultramáfica.

## Usos
Se recolecta en los ríos que aparece como mena del metal paladio.